# Wilhelm Böckmann

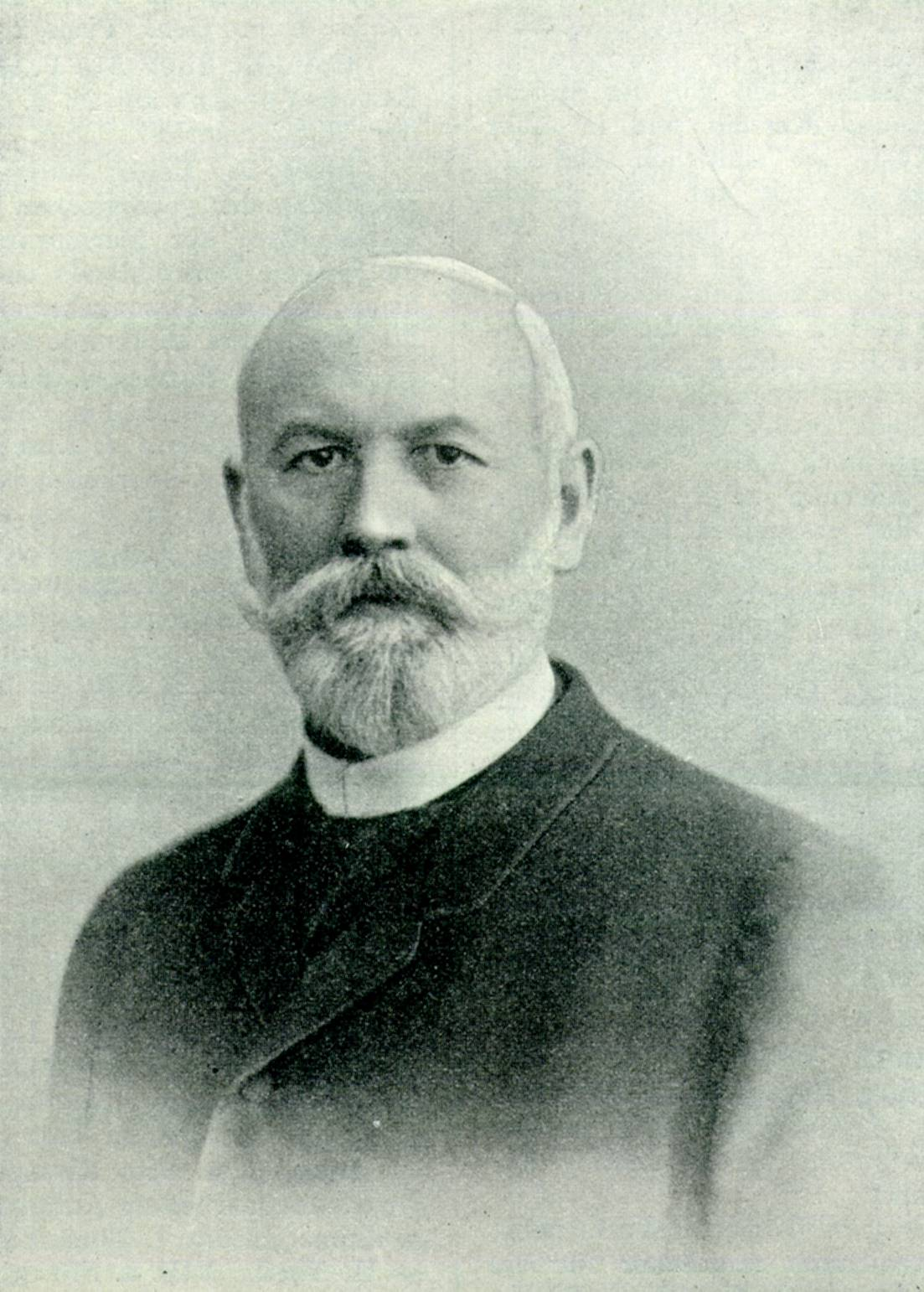
Wilhelm Böckmann

Wilhelm Böckmann (* 29. Januar 1832 in Elberfeld (heute Stadtteil von Wuppertal); † 22. Oktober 1902 in Schöneberg) war ein deutscher Architekt.

## Leben

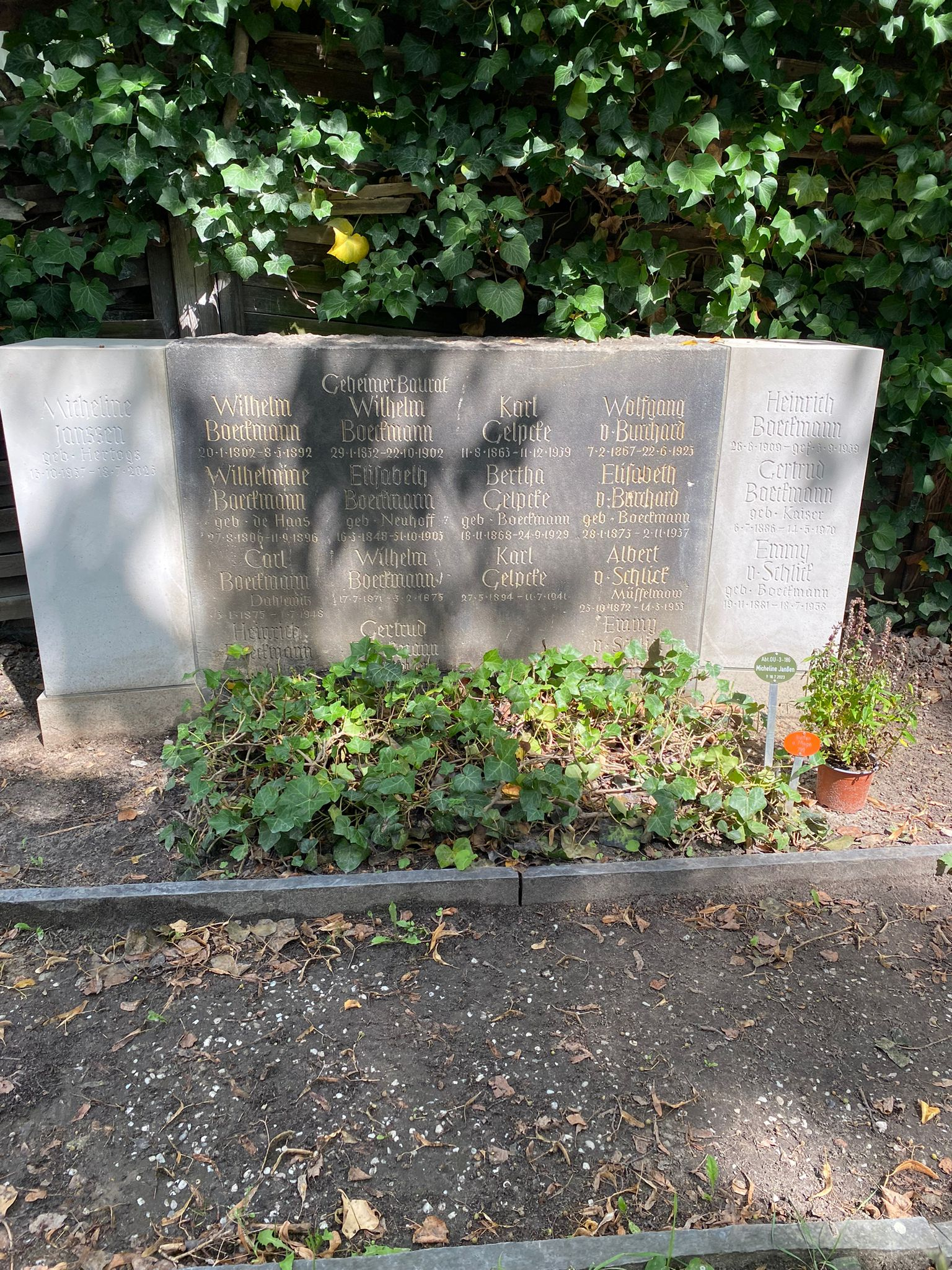
Grabstätte auf dem Alten Zwölf-Apostel-Kirchhof

In seinem Geburtsort Elberfeld absolvierte Böckmann seine Schulausbildung auf dem städtischen Gymnasium, unterbrochen von einer Lehre als Zimmermann. Anschließend begann Böckmann 1854 an der Berliner Bauakademie sein Studium, das er 1859 mit dem 1. Staatsexamen („Bauführerprüfung“) abschloss. Für sein vorzügliches Prüfungsergebnis erhielt er einen Preis, der es ihm und seinem Freund Hermann Ende ermöglichte, längere Zeit auf Studienreisen zu gehen.
Nach Berlin zurückgekehrt, gründete er noch im selben Jahr zusammen mit Hermann Ende die Firma Ende und Böckmann, die schnell zu den großen Architekturbüros in Berlin avancierte. Ihr Büro lag in der Neustädtischen Kirchstraße in Mitte. Erst anschließend legten Böckmann und Ende ihre 2. Staatsexamina („Baumeisterprüfung“) ab. Seine Schwester heiratete den Architekten Emil Boethke (1828–1896). 1864 wurde sein Neffe Julius Boethke geboren, der später ebenfalls ein bekannter Architekt wurde.
Böckmann war seit 1869 für viele Jahre Vorsitzender des Architektenvereins zu Berlin und wurde 1902 zu dessen Ehrenmitglied ernannt.
Das Architekturbüro Ende und Böckmann, in dem auch andere Architekten wie Rudolf Schilling vorübergehend arbeiteten, erlangte Weltruhm und wurde 1895 aufgelöst, als sich die Begründer zur Ruhe setzten.
Böckmanns Anwesen, der „Böckmannhof“, eine von Böckmann und Ende Ender der 1870er Jahre erbaute zweigeschossige große Backsteinsvilla, lag in einem Park am Rande der Villenkolonie Neubabelsberg hinter dem Bahnhof Griebnitzsee, zwischen der Rudolf-Breitscheid-Straße und Stubenrauchstraße. Seinen 70. Geburtstag feierte der Architekt im Restaurant des Berliner Zoologischen Gartens mit einem großen Festmahl und zahlreichen Gästen.
Wilhelm Böckmann starb noch im gleichen Jahr im Alter von 70 Jahren in einer Privatklinik in Schöneberg. Er wurde auf dem Alten Zwölf-Apostel-Kirchhof in Schöneberg beigesetzt; das Grab ist erhalten.

## Werk

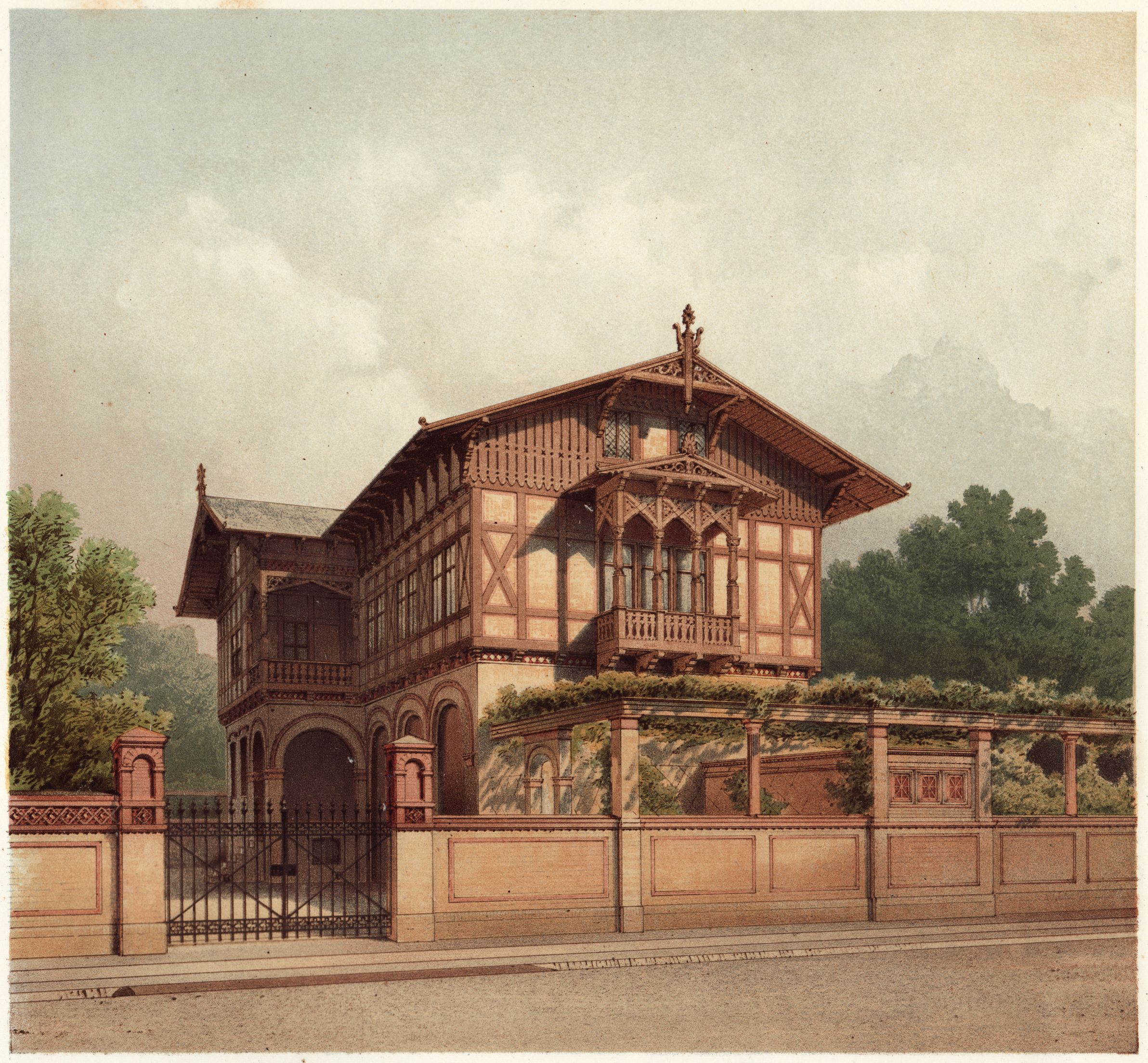
Wirtschaftsgebäude der Villa von der Heydt

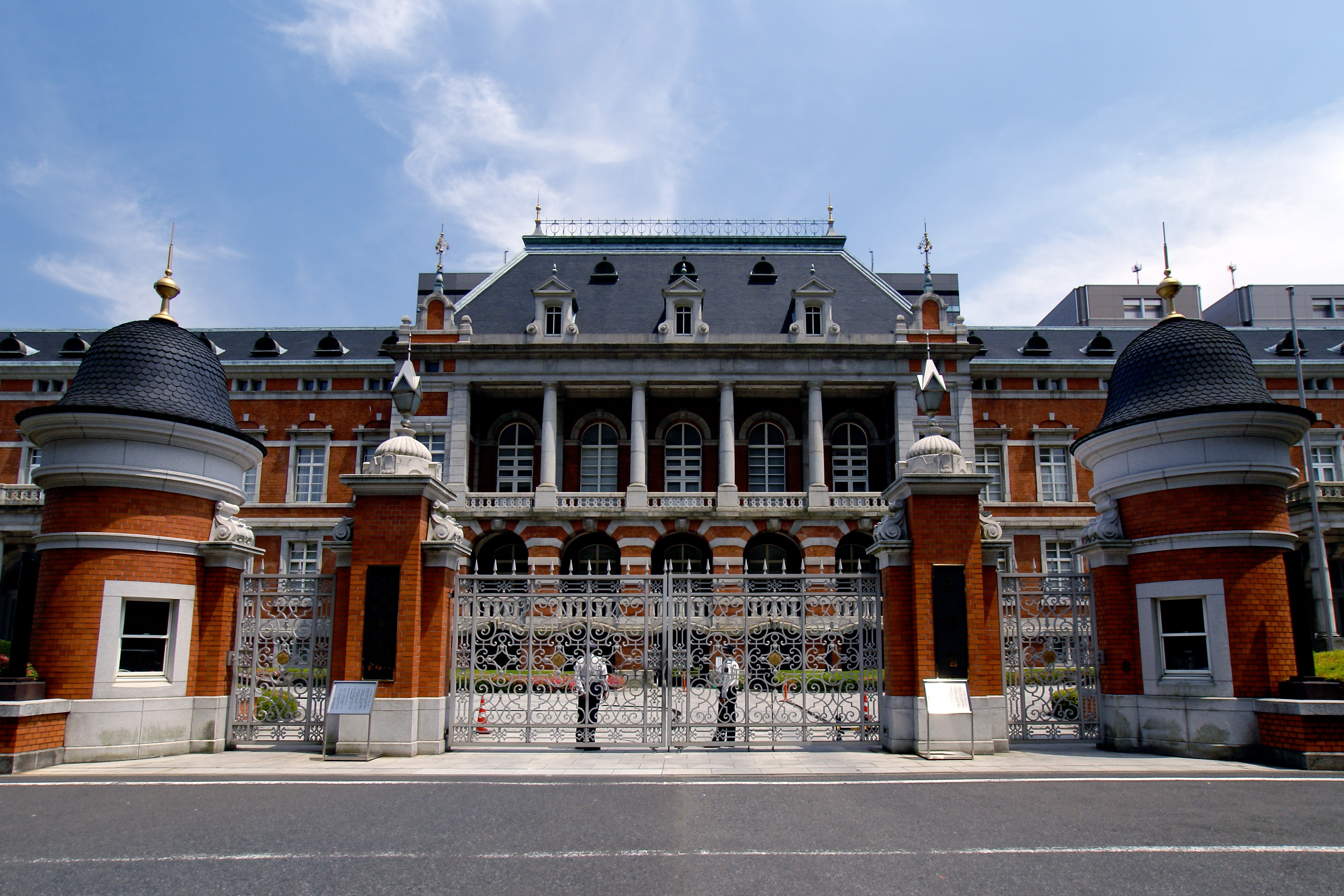
Altes Justizministerium in Tokio

### Fachzeitschrift
1866/1867 gründete Böckmann zusammen mit Kollegen die Deutsche Bauzeitung.

### Bauten und Entwürfe im Deutschen Reich (Auswahl)
Der Schwerpunkt des Bauschaffens von Ende und Böckmann waren Villen im Berliner Stadtbezirk Tiergarten, vor allem im Diplomatenviertel. Nur wenige dieser Bauten haben den Zweiten Weltkrieg überstanden. Auch planten und begründeten sie den Bau des Potsdamer Villenviertels Neubabelsberg. Bemerkenswert waren darüber hinaus die verschiedenen Bauten für den Berliner Zoo.
1857 gründeten sie mit Peter Joseph Lenne vor dem Halleschen Tor in Berlin die Villenkolonie Wilhelmshöhe. Ende und Böckmann errichteten weltweit zahlreiche Bauten und unterhielten zeitweise sogar eine Außenstelle in Japan.
- 1864–1865: Alte Synagoge in Elberfeld, Genügsamkeitstraße 33 (1875 umgebaut, 1938 zerstört)
- 1866–1867: „Rotes Schloss“, Wohn- und Geschäftshaus in Berlin-Mitte, An der Stechbahn 1/2
- 1867: Bankhaus H. F. Lehmann in Halle (Saale)
- ab 1870: verschiedene Bauten im Zoologischen Garten Berlin:[7]
  - Großes Raubtierhaus (1870–1871), Antilopenhaus (1871–1872), Dickhäuterhaus (1873), Neues Affenhaus (1884)[8]
- 1871–1874: Bankgebäude für die Preußische Bodenkredit-Aktienbank in Berlin-Mitte, Hinter der katholischen Kirche 2 / Opernplatz (zerstört)
- 1872–1874: Gebäude der Deutschen Union-Bank in Berlin-Mitte
- 1875: Eichenschloss für Baron Saint Paul im Hirschberger Tal (Schlesien) bei Fischbach (Karpniki, Polen)
- 1875–1876: Gebäude des Architekten-Vereins zu Berlin, auch genannt Architektenhaus, in Berlin-Mitte, Wilhelmstraße 92/93 (1934 abgebrochen)
- 1876–1877: Café Bauer in Berlin-Mitte (zerstört)
- 1881–1885: Museum für Völkerkunde in Berlin-Kreuzberg, Prinz-Albrecht-Straße (zerstört)
- 1882–1883: Café Helms in Berlin-Mitte (1893 abgebrochen)
- 1883: Ständehaus in Danzig (Gdańsk, Polen)
- 1883: Sedan-Panorama in Berlin-Mitte, Panoramastraße / Gontardstraße (westlich am Bahnhof Alexanderplatz; vor 1910 abgebrochen)
- 1884–1886: Wohnhaus Voßstraße 33 in Berlin-Mitte (später als Verwaltungsgebäude der Deutschen Reichsbahn genutzt)
- 1884–1888: Erbprinzliches Palais in Dessau.[9]
- 1885: Schiess’sches Haus in Magdeburg
- 1886–1887: Mietshaus Joseph-Haydn-Str. 1 in Berlin-Tiergarten, einziges, noch bestehendes Werk im Hansaviertel
- 1886–1887: Haus Wallich,  Bellevuestraße 18a in Berlin-Tiergarten, abgebrochen 1907
- 1887: Große Synagoge in Danzig (Gdańsk, Polen)

### Bauten im Ausland
In Japan bekamen sie den Auftrag für die Gebäude des Parlaments, Justizministeriums und des Obersten Gerichtshofs. Die ersten Entwürfe lehnte die Regierung 1889 ab, da sie zu japanisch (Japonismus) waren. Nach ihren Plänen konnten sie dagegen das Justizministerium (1895) und den Gerichtshof fertigstellen, während das Parlament ein temporäres Gebäude aus Holz erhielt. Ihr Vertrag wurde wegen zu hoher Kosten vorzeitig 1890 aufgelöst.

## Ehrungen
1881 wurde Böckmann mit dem Titel eines (königlich preußischen) Baurats ausgezeichnet. Die Böckmannbrücke in Berlin-Zehlendorf wurde nach ihm benannt.